# Signal (мини-альбом)
Signal (с англ. — «Сигнал») – четвёртый мини-альбом южнокорейской гёрл-группы Twice. Был выпущен 15 мая 2017 года компанией JYP Entertainment при поддержке Genie Music.
Главный сингл был написан и спродюсирован Пак Чин Ёном, содержит в себе элементы стиля Roland TR-808 и хай-хэта. В создании альбома участвовали несколько композиторов и авторов песен, включая участниц группы Чжихё и Чеён, которые написали текст песни «Eye Eye Eyes»; песню «Only You» написала Еын, бывшая участница Wonder Girls.

## Предпосылки и релиз
31 марта 2017 года в СМИ появилась информация о том, что до своего дебюта в Японии группа собирается выпустить первый полноформатный альбом. Однако компания сразу же ответила отрицанием и заявила, что ещё ничего не подтверждено.
18 апреля JYP Entertainment подтвердило майское возвращение Twice. Девять дней спустя, 27 апреля, стало известно, что они закончили съёмки видеоклипа на главный сингл, продюсером которого стал основатель их агентства Пак Чин Ён.
1 мая был опубликован первый групповой фото-тизер, на котором все участницы были одеты в школьную форму; также был подтверждён релиз четвёртого мини-альбома, получившего название Signal, и объявлена дата выпуска – 15 мая. Компания опубликовала расписание промоушена, включающее в себя концерты в рамках Twice 1st Tour: Twiceland The Opening, которые пройдут 17 и 18 июня в Сеуле на Jamsil Arena. На следующий день, 2 мая, было объявлено, что у нового альбома будет девять разных CD обложек.
Индивидуальные тизеры каждой участницы, изображающей букву «Y» из американского ручного алфавита, похожую на антенны, были опубликованы в течение следующих трёх дней. Позже были опубликованы различные видео-тизеры.
Первый тизер нового видеоклипа был опубликован 13 мая. Альбом был выпущен 15 мая в 18:00 по корейскому времени.

## Промоушен
JYP Entertainment опровергло информацию о двухнедельном промоушене группы ввиду дебюта в Японии в конце июня. Лидер Чжихё, которая взяла временный перерыв от деятельности после операции на колено, примет участие в новом продвижении.
26 апреля состоялась запись эпизода телешоу «Я могу видеть твой голос». 3 мая состоялись съёмки передачи «Еженедельный Айдол», 4 мая на юмористическом шоу «Знающие Братья», а 9 мая на «Top 3 Chef King».
15 мая, через два часа после официального релиза альбома, группа провела шоукейс, трансляция которого велась через приложение «V». 18 мая состоялось возвращение на M! Countdown, в последующие дни были выступления на Music Bank, Music Core и Inkigayo.

## Коммерческий успех
Продажи Signal за первую неделю составили более 250 тысяч копий. И альбом, и сингл достигли третьего места в мировых чартах Billboard.

## Список композиций
| №                   | Название                          | Текст песни               | Музыка | Аранжировка | Длительность |
| ------------------- | --------------------------------- | ------------------------- | --- | --- | ------------ |
| 1.                  | «Signal»                          | J.Y. Park "The Asiansoul" | J.Y. Park "The Asiansoul" Kairos                                                                                | J.Y. Park "The Asiansoul" Kim Seung-soo Armadillo Kairos                                                        | 3:16         |
| 2.                  | «Three Times a Day» (하루에 세번) | Kim Won Dia               | Kim Won Dia | Kim Won | 3:11         |
| 3.                  | «Only You» (Only 너)              | Ha:tfelt                  | David Anthony Eames Debbie-Jane Blackwell 72                                                                    | David Anthony Eames                                                                                             | 3:38         |
| 4.                  | «Hold Me Tight»                   | Jowul                     | Jowul Scott Granger Brian Judah Johnny Marnell Roahn Hylton                                                     | Jowul | 3:19         |
| 5.                  | «Eye Eye Eyes»                    | Jihyo Chaeyoung           | Lise Kristin Kvenseth Erlend Elvesveen Jo Sverre Sande Tone Ravna Bjørnstad Rune Helmersen Elizaveta Vassilieva | Lise Kristin Kvenseth Erlend Elvesveen Jo Sverre Sande Tone Ravna Bjørnstad Rune Helmersen Elizaveta Vassilieva | 2:55         |
| 6.                  | «Someone Like Me»                 | Park Won                  | Ronny Vidar Svendsen Anne Judith Stokke Wik Nermin Harambašić Moa Anna Maria Carlebecker                        | Ronny Vidar Svendsen Anne Judith Stokke Wik Nermin Harambašić Moa Anna Maria Carlebecker                        | 3:25         |
| Общая длительность: | Общая длительность:               | Общая длительность:       | Общая длительность:                                                                                             | Общая длительность:                                                                                             | 19:44        |

## Чарты
| Чарт (2017)          | Пиковая позиция |
| -------------------- | --------------- |
| Япония (Oricon)      | 11              |
| Южная Корея (Gaon)   | 1               |
| Тайвань (Five Music) | 1               |
| США (Billboard)      | 3               |

## Награды и номинации

### Музыкальные программы
| Песня    | Программа     | Дата              |
| -------- | ------------- | ----------------- |
| «Signal» | Show Champion | 24 мая 2017 года  |
| «Signal» | Show Champion | 31 мая 2017 года  |
| «Signal» | M Countdown   | 25 мая 2017 года  |
| «Signal» | M Countdown   | 1 июня 2017 года  |
| «Signal» | Music Bank    | 26 мая 2017 года  |
| «Signal» | Music Bank    | 9 июня 2017 года  |
| «Signal» | Music Bank    | 16 июня 2017 года |
| «Signal» | Music Core    | 27 мая 2017 года  |
| «Signal» | Music Core    | 3 июня 2017 года  |
| «Signal» | Inkigayo      | 28 мая 2017 года  |
| «Signal» | Inkigayo      | 4 июня 2017 года  |
| «Signal» | Inkigayo      | 11 июня 2017 года |

## История релиза
| Страна        | Дата             | Формат            | Дистрибьютор                  | Ссылка |
| ------------- | ---------------- | ----------------- | ----------------------------- | ------ |
| По всему миру | 15 мая 2017 года | Цифровая загрузка | JYP Entertainment Genie Music | [ 52 ] |
| Южная Корея   | 15 мая 2017 года | Цифровая загрузка | JYP Entertainment Genie Music | [ 53 ] |
| Южная Корея   | 15 мая 2017 года | CD                | JYP Entertainment Genie Music | [ 54 ] |